# Коршинський Іван Юрійович
Іван Юрійович Коршинський (5 червня 1928, село Буштино, тепер смт Тячівського району Закарпатської області — 16 листопада 2023, місто Ужгород) — український діяч, політв'язень, лікар, доцент медичного факультету Ужгородського державного університету. Кандидат медичних наук (1967), доцент (1969). Народний депутат України 2-го скликання.

## Біографія
У 1945 році був заарештований органами МДБ СРСР, обвинувачувався у підпільній боротьбі проти більшовицького режиму, організованої ОУН. Згодом звільнений з ув'язнення.
У 1947—1948 роках — студент Ужгородського державного університету.
У 1948 році заарештований удруге, засуджений до 10-ти років ув'язнення за статтею 54-10 ч.1 КК УРСР «контрреволюційна агітація і пропаганда», термін ув'язнення відбував у таборі особливого режиму в Карагандинській області Казахської РСР. У 1955 році звільнений із ув'язнення.
Продовжив навчання в Ужгородському державному університеті, медичний факультет якого закінчив у 1961 році.
У 1961—1963 роках — хірург Ужгородської клінічної лікарні Закарпатської області.
У 1963—1966 роках — аспірант при кафедрі шпитальної хірургії, у 1966—1969 роках — асистент медичного факультету Ужгородського державного університету.
У 1967 році захистив кандидатську дисертацію «Клініка та діагностика аневризм грудної аорти в світлі хірургічного лікування».
З 1969 року — доцент кафедри шпитальної хірургії медичного факультету Ужгородського державного університету. З 1975 року — завідувач курсу дитячої хірургії медичного факультету Ужгородського державного університету.
Народний депутат України 2-го демократичного скликання з .04.1994 (2-й тур) до .04.1998, Тячівський виборчий округ № 174, Закарпатська область. Заступник і в.о. голови Комітету з питань охорони здоров'я, материнства і дитинства. Член депутатської групи «Конституційний центр».
Член Українського товариства дитячих хірургів. Заступник голови Закарпатської спілки лікарів-християн. Заступник голови Закарпатського крайового проводу політв'язнів. Автор спогадів «Мої табірні університети та їх наслідки».

## Нагороди та відзнаки
- заслужений лікар України (.08.1997)[1]